# Мазар Бектемира-суфу
Мазар Бектемира-суфу (каз. Бектемір сопы кесенесі) — памятник культовой архитектуры XVII—XIX веков в Казахстане. Мазар находится в Егиндыкольском районе Акмолинской области в урочище Косколь в 11 км к северо-востоку от села Жалманкулак, в 26 км к юго-западу от села Егиндыколь.
Мазар возведён над могилой мусульманского проповедника, сама могила не сохранилась. По преданиям, Бектемир-суфу обладал целительным даром, отличался набожностью, отрыл медресе в селе, где обучал детей грамоте.
Мавзолей — восьмигранный. Сложен из кирпичей, изготовленных с добавлением корней растений и волос лошадей, верблюдов и коз. Внутрь мавзолея ведёт узкий коридор с перекрытием в форме трехлопастной арки.